# Bhojpuri jezik
Bhojpuri jezik (bajpuri, bhojapuri, bhozpuri, bihari, deswali, khotla, piscimas; ISO 639-3: bho), indoarijski jezik biharske podskupine kojim govori 38 546 000 ljudi u Indiji u državama Uttar Pradesh, Bihar, Jharkhand, Assam; Madhya Pradesh; Zapadni Bengal i Delhiju; Nepalu i nešto na Mauricijusu. Glavnina od 36 500 000 govornika živi u Indiji (2007); u Nepalu (1 710 000; 2001 popis) u administrativnim zonama Narayani (distrikti Rautahat, Bara, Parsa), Lumbini (distrikt Nawalparasi), Janakpur (distrikt Sarlahi), Koshi (distrikt Morang) i Mechi (distrikt Jhapa); i 336 000 na Mauricijusu (Johnstone and Mandryk 2001)..
Ima nekoliko dijalekata. U Indiji i Nepalu sjeverni standardni bhojpuri (gorakhpuri, sarawaria, basti), zapadni standardni bhojpuri (purbi, benarsi), južni standardni bhojpuri (kharwari), bhojpuri tharu, madhesi, domra, teli i musahari. Na Mauricijusu se govori mauricijski Bhojpuri.
Piše se devanagari ili Kaithi (कैथी)pismom.

## Vanjske poveznice
- Ethnologue (14th)
- Ethnologue (15th)